# Aldbert
Aldbert is een historisch Italiaans motorfietsmerk.
De firmanaam was Moto Aldbert, S.r.L, Milaan.
Dit motorfietsbedrijf maakte van 1953 tot 1959 lichte machientjes met 49-, 123-, 160- en 173cc-tweetakten en 173- en 246cc-viertaktmotoren. Vooral de 173cc-modellen waren interessante sportmotoren met een topsnelheid van 150 km/h. De 160cc-modellen Turismo Sport en Super Sport waren waarschijnlijk opgeboorde 123cc-modellen die waren aangepast om op de Italiaanse "Autostrada" te mogen rijden. Daarvoor was een cilinderinhoud van ten minste 150 cc vereist.